# Таскин, Алексей Владимирович
Алексей Владимирович Таскин (4 февраля 1871; Барнаул, Российская империя — 13 ноября 1942; Ленинград, РСФСР, СССР) — советский композитор, автор скрипичных и фортепианных пьес, в том числе сочинивший свыше четырёхста романсов, песен и мелодекламаций. Заслуженный деятель культуры.

## Биография
Родился 4 февраля 1871 года в Барнауле Российской империи в семье горного инженера.
С детства интересовался музыкой, позже поступил учиться в Петербургское училище. После окончания реального училища, планировал поступить в Горный институт, но Н. Н. Фигнер после того, как оценил талант Алексея Владимировича, посоветовал ему закончить вместо института консерваторию. После знакомства с профессором Петербургской консерватории Н. Ф. Соловьёвым, прошёл у него курс теории композиции.
В возрасте 18 лет начал профессионально заниматься композиторской деятельностью. Много работал в качестве автора над скрипичными и фортепианными пьесами, над романсами, которых в итоге насчитывается свыше четырёхста, гастролировал. Замечали Алексея Владимировича и в качестве дирижёра на симфонических концертах в Павлодаре и в Мариинском театре. Имеет звание заслуженного деятеля культуры.
Ушёл из жизни 13 ноября 1942 года при блокаде Ленинграда в ленинградском Доме ветеранов сцены, где провёл последние годы жизни.